# Pseudoabsidia arnoldii
Pseudoabsidia arnoldii là một loài bọ cánh cứng trong họ weekschildkevers (Cantharidae). Loài này được miêu tả khoa học năm 1998 bởi Kazantsev.